# Гропиусштадт
Гропиусштадт (нем. Gropiusstadt) — район в административном округе Нойкёльн Берлина. Поселение Гропиусштадт возникло в период с 1962 по 1975 годы между старыми поселениями Бриц, Буков и Рудов и было застроено в виде многоэтажных жилых построек по проекту Вальтера Гропиуса. Статус отдельного района Гропиусштадт получил в 2002 году к своему 40-летнему юбилею. На сегодняшний день жилой фонд Гропиусштадта на 90 % составляет социальное жильё. Район известен своими неблагополучным социальным положением. Жизнь населения района показана в фильме «Мы, дети станции Зоо», основанном на реальных событиях, описанных в дневнике Кристианы Ф., выросшей в Гропиусштадте.

## Галерея

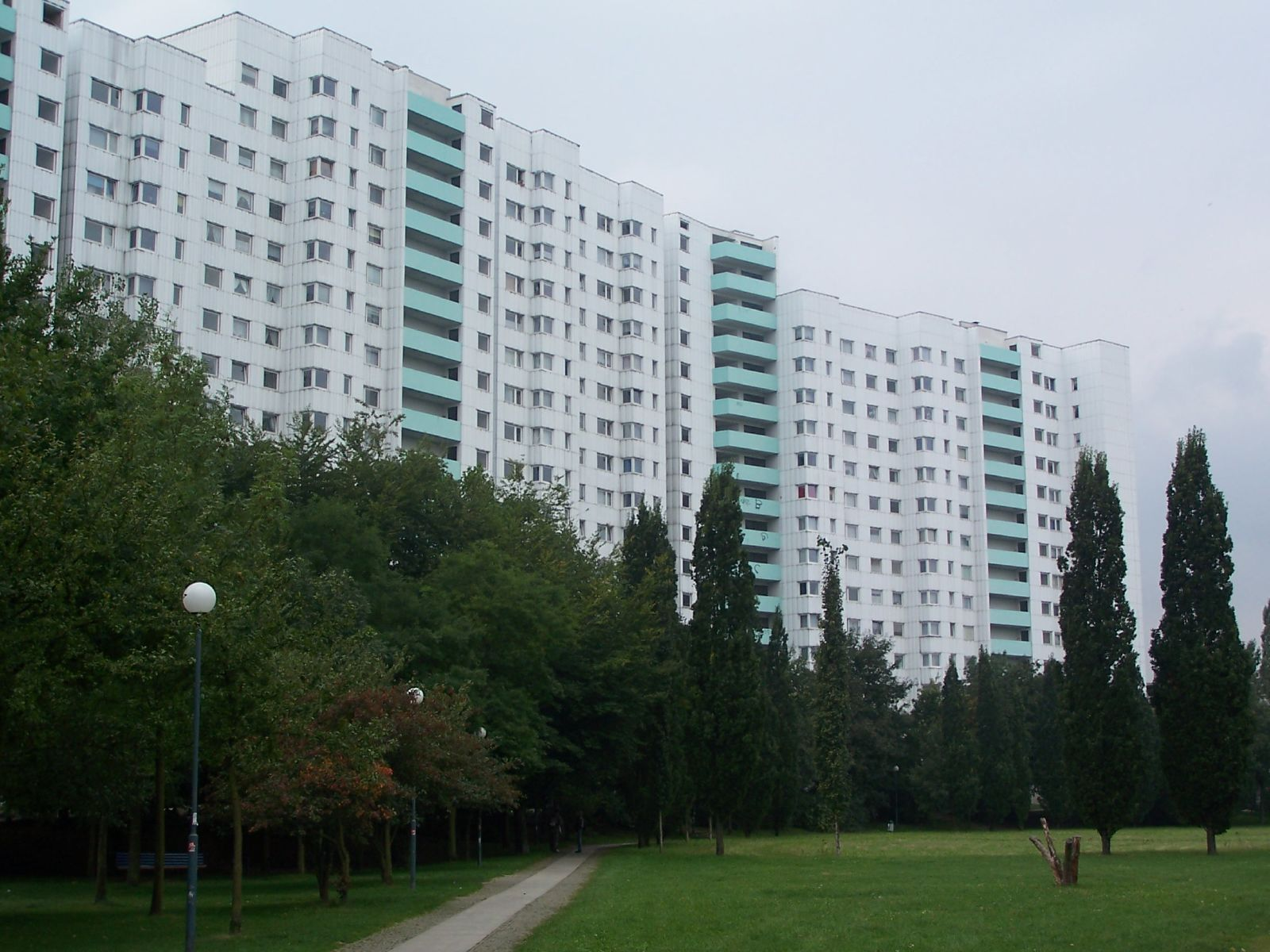
Типичный жилой комплекс в Гропиусштадте
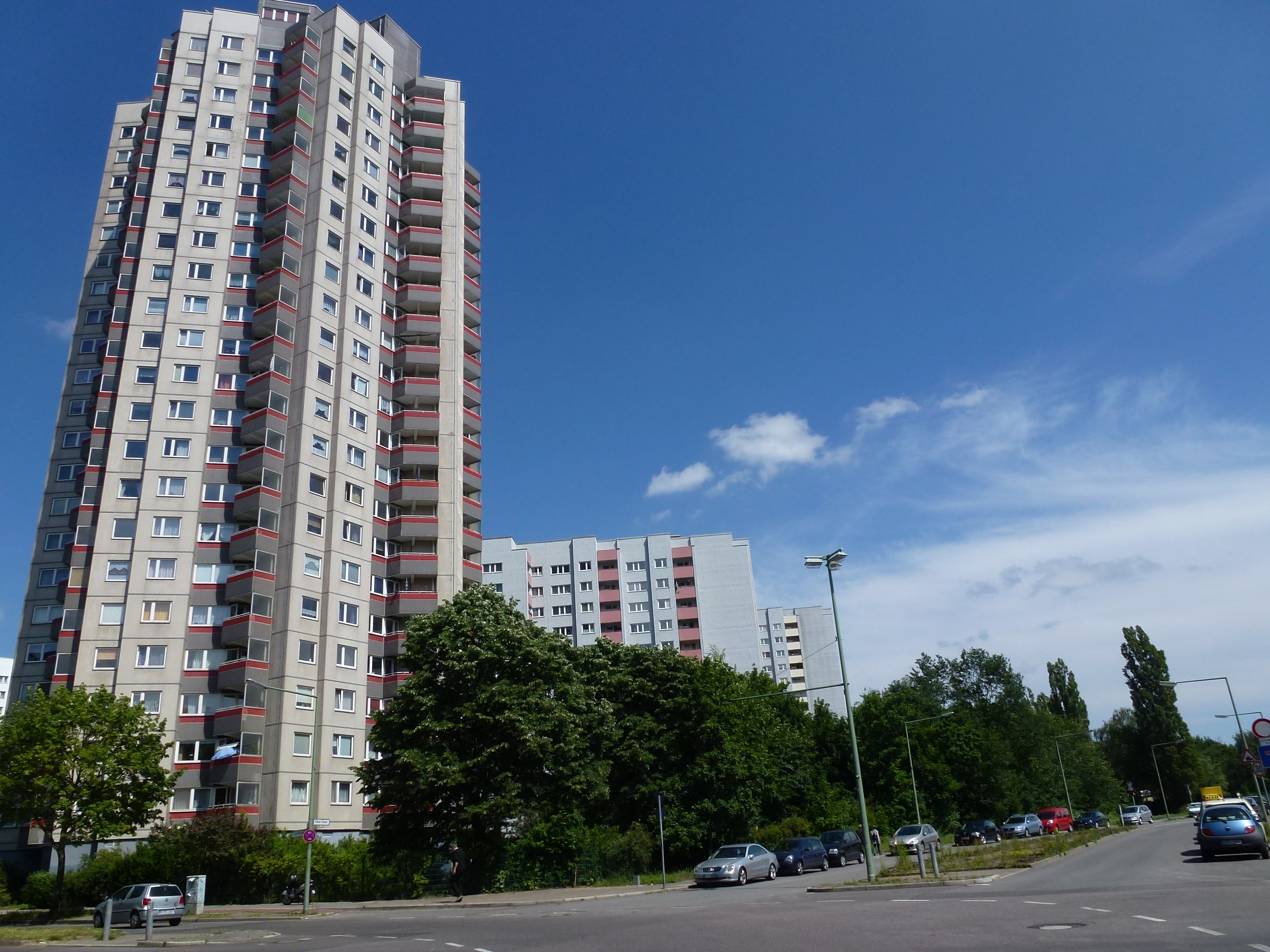
Wohnhochhaus Ideal — самое высокое жилое здание в Берлине
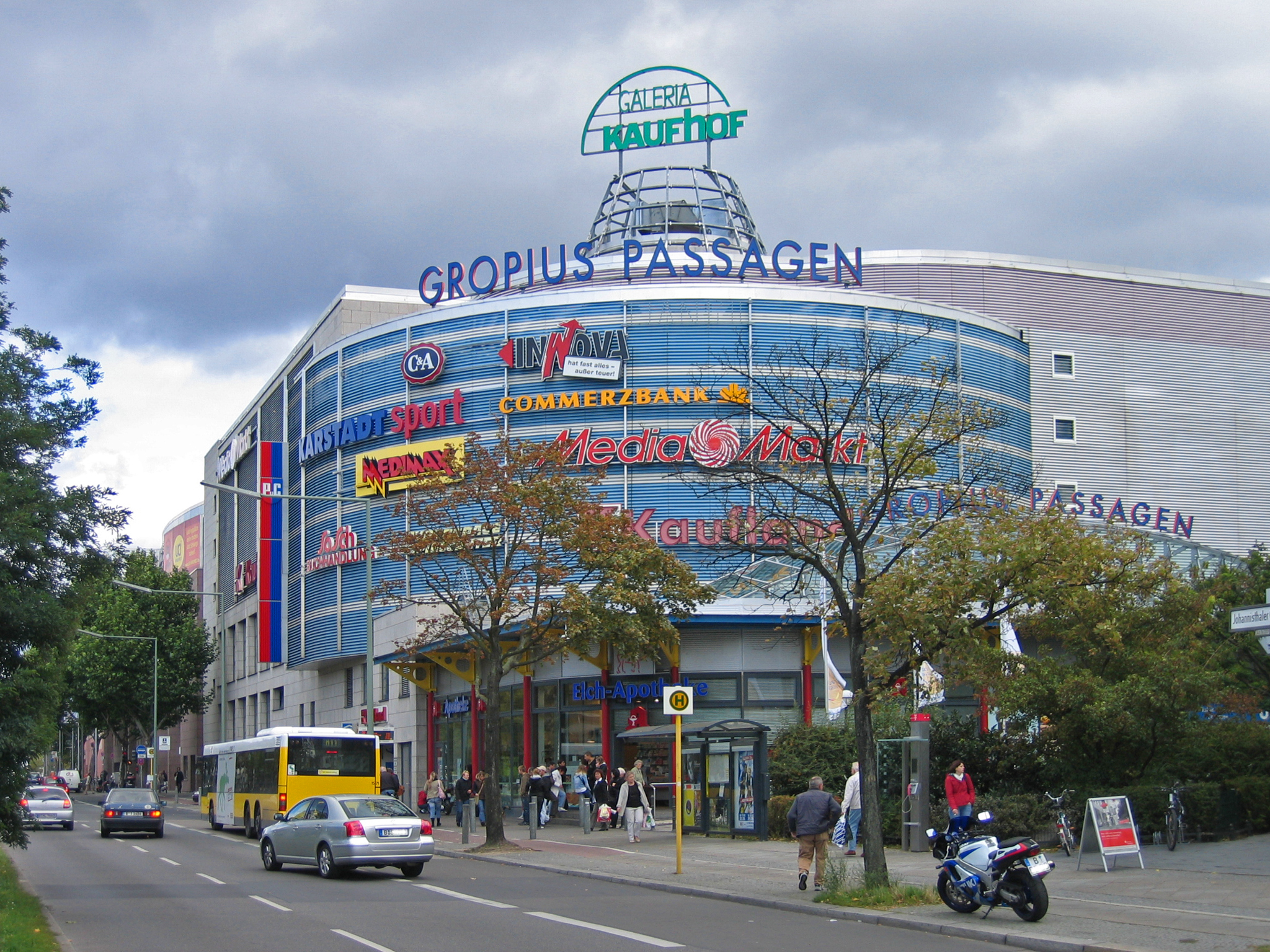
Торговый комплекс Gropius Passagen
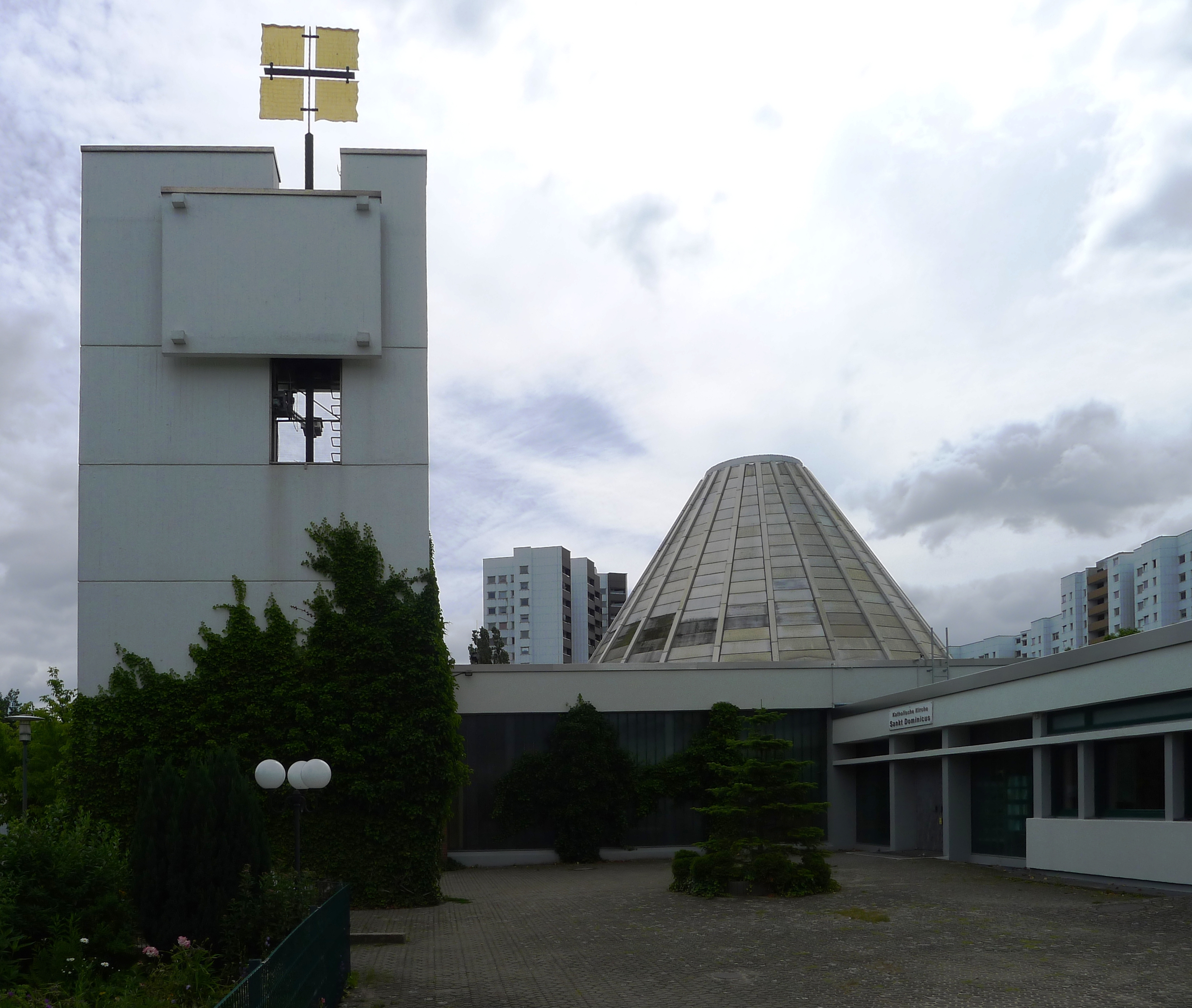
Церковь Святого Доминика
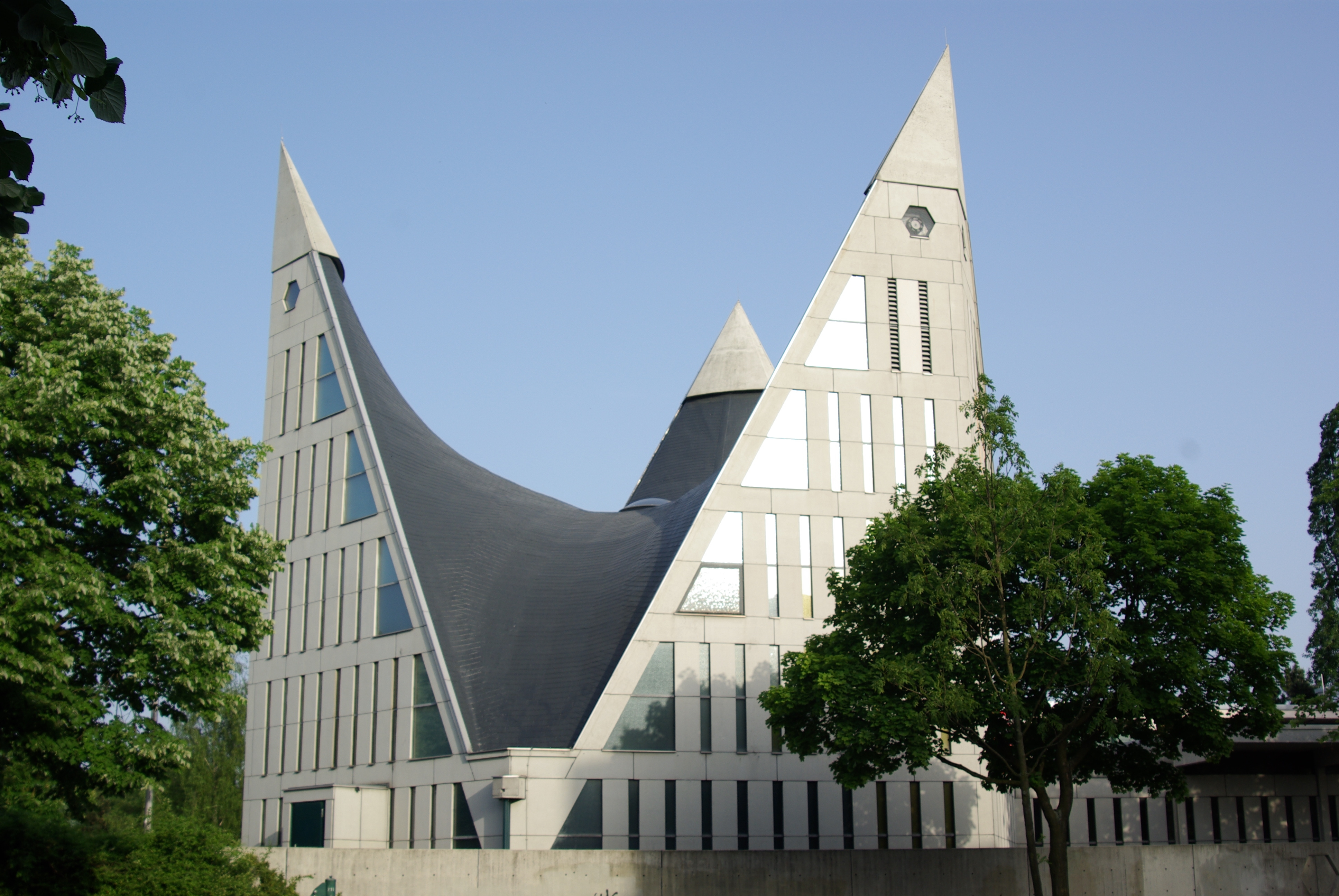
Церковь Святой Троицы
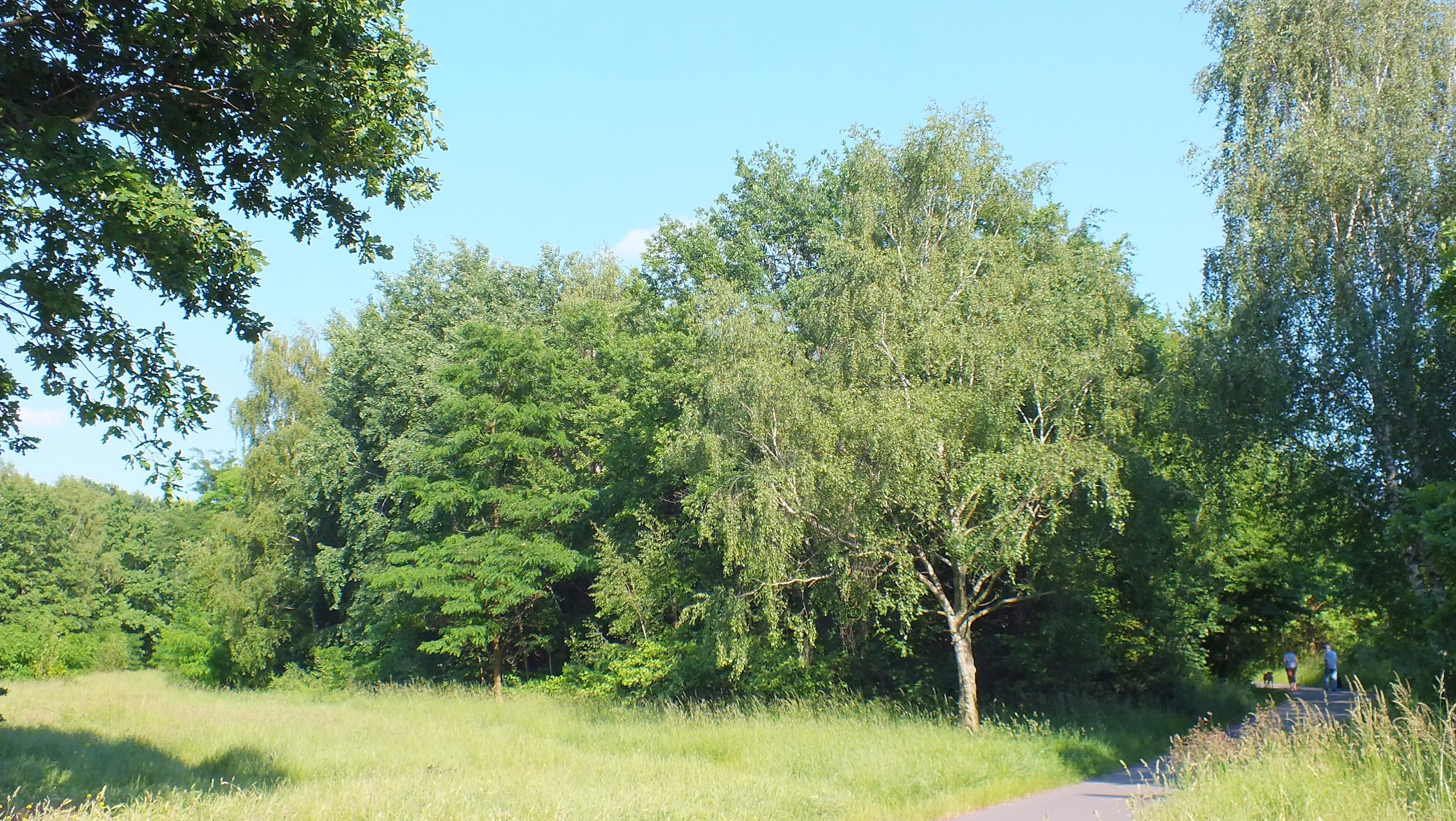
Парк Гропиусштадта
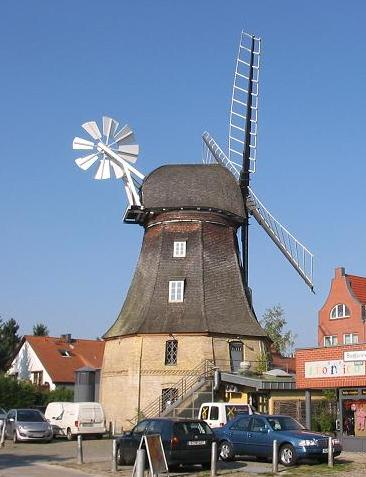
Старая мельница
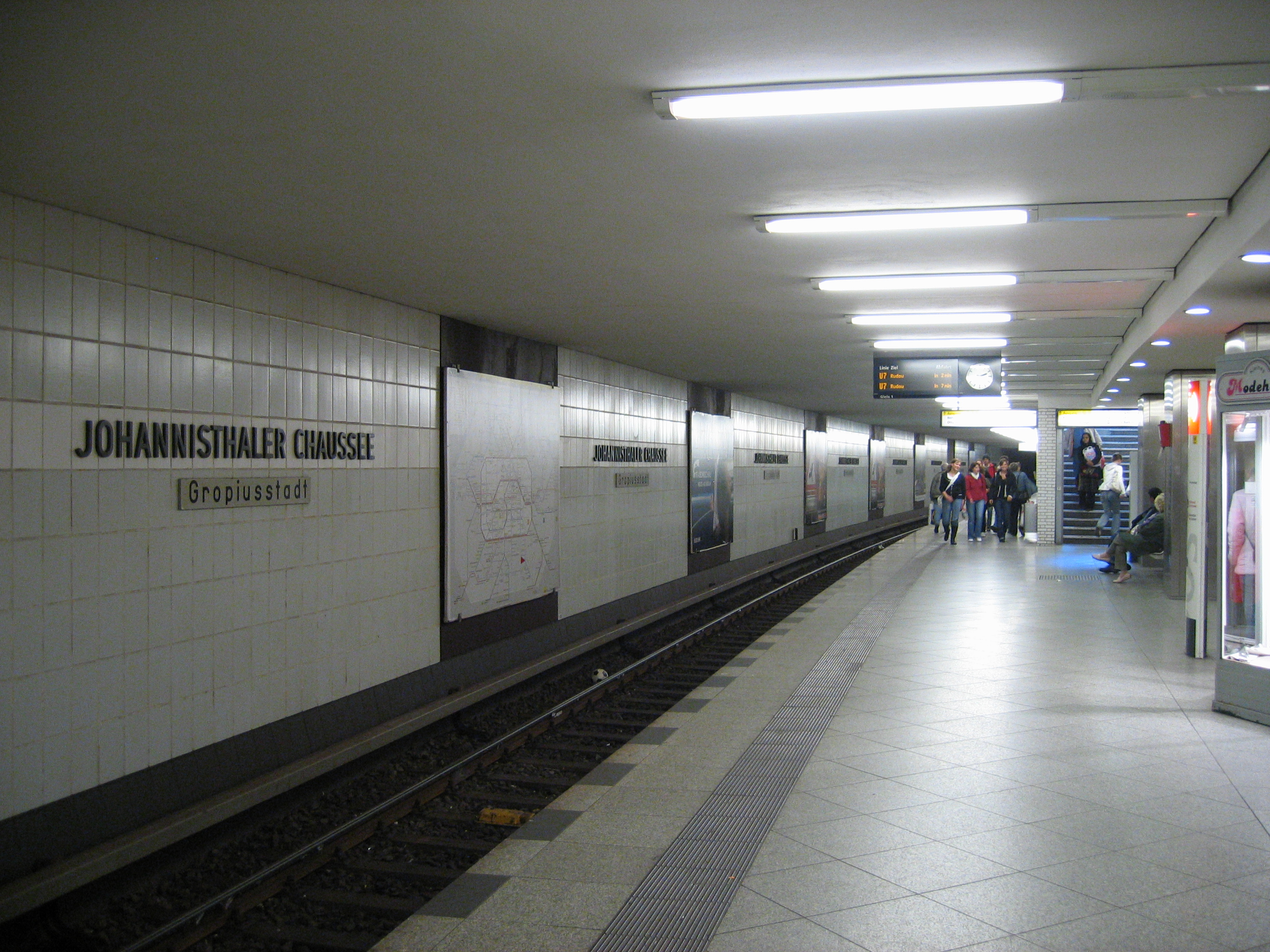
Станция метро «Йоханнисталер Шоссе»